# De Ingenieur in Indonesië
De Ingenieur in Indonesië was een maandelijks verschijnend tijdschrift over technologische ontwikkelingen en het beleid daaromheen. Het werd in 1948 opgericht als huisorgaan van de groep Indonesië van het Koninklijk Instituut van Ingenieurs Nederlandse, dus feitelijk van de Nederlandse ingenieurs in Indonesië. 

## Geschiedenis
Het tijdschrift is de opvolger van het tijdschrift De Ingenieur in Nederlandsch-Indië, voor de Tweede Wereldoorlog uitgegeven door de verenigingen van Nederlandse ingenieurs in Indonesië (groep Nederlandsch-Indië van het KIvI). Voor de oorlog was het overgrote deel van het ledenbestand van het KIvI in Nederlands-Indië, en dus ook de lezers van het tijdschrift, in dienst van de waterstaat of bij de Technische Hogeschool in Bandung. Na de oorlog 

## Inhoud
Naar voorbeeld van de Nederlandse De Ingenieur kende de ook dit tijdschrift afdelingen. Deze gedeelten zijn:
I. Algemeen gedeelte.
II. Bouw- en Waterbouwkunde.
III. Electrotechniek en Werktuigbouw.
IV. Mijnbouw en Geologie.
V. Verkeerswezen.
VI. Technische Hygiëne en Assainering.
VII. Chemie en Technologie
Ieder nummer bevatte zo'n 20-40 blz. Maar door het teruglopen van het aantal leden is het met ingang van 1952 een kwartaaltijdschrift geworden, en in 1957 is het tijdschrift opgeheven vanwege een te sterke afname van de lezerskring.
Na de onafhankelijkheid van Indonesië waren er natuurlijk geen Nederlandse waterstaatsambtenaren meer, en ook de staf van de Technische Hogeschool werd grotendeels vervangen door Indonesiërs, die niet zo veel behoefte hadden om te publiceren in een Nederlands tijdschrift, alhoewel ir. Roosseno nog in 1951 een artikel geplaatst heeft. (Roosseno was een toonaangevend beton-ingenieur, een goede vriend van Sukarno, en van 1945-1959 rector van de Hogeschool (die toen Sekolah Tinggi Teknik Bandung is gaan heten).
In het tijdschrift zijn veel artikelen gepubliceerd over de wederopbouw van Indonesië. Een aantal artikelen over dr stedenbouwkundige planning zijn geschreven door ir. Jac. P. Thijsse jr, de broer van de Nederlandse waterbouw-hoogleraar Jo Thijsse.  
De oude nummers zijn inmiddels gedigitaliseerd door het project Colonial Architecture. Helaas is de website van dit project niet meer toegankelijk, maar opgenomen in de digitale collectie van de bibliotheek van de universiteit van Leiden.  Een lijst van de waterbouwkundige artikelen is beschikbaar via het Trésor der Hollandsche Waterbouw. 